# King Dude

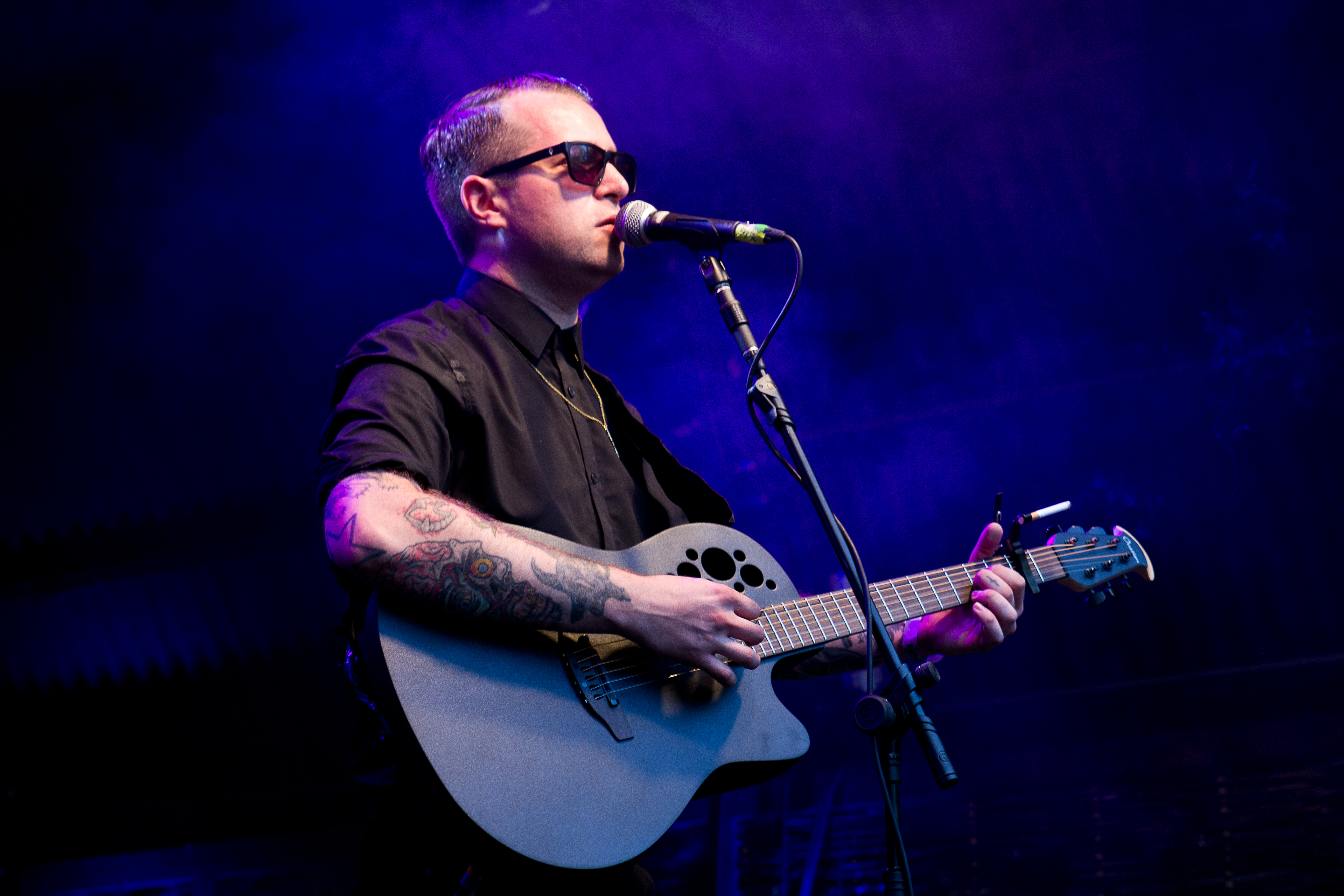
King Dude auf dem Nocturnal Culture Night Festival 2016

King Dude (echter Name Thomas Jefferson Cowgill, kurz TJ Cowgill) ist ein US-amerikanischer Musiker, dessen Musik dem Dark-Folk, dem Neo-Folk oder dem American Folk zugeschrieben wird. Der allgemein düstere Klang wird zusätzlich von der tiefen Stimme des Sängers abgerundet. Die Texte handeln häufig von Tod sowie Schmerz. Aber auch Liebe, Sonnenschein und Erlösung finden Platz in den Liedtexten. Teilweise entstehen kleine Parallelen zu Johnny Cashs Musik.

## Diskografie
Alben
- Tonight’s Special Death (Disaro, 2010)
- Love (Dais Records, 2011)
- Burning Daylight (Ván Records, 2012)
- Fear (Ván Records, 2014)
- Songs of Flesh & Blood - In The Key of Light (2015)
- Sex (2016)
- Music to Make War To (2018)
- Full Virgo Moon (2020)
- Beware of Darkness (2021)
- Death (2022)
- Nursery Rhymes (2023)

EPs/Singles
- My Beloved Ghost (Bathetic Records, 2010)
- Split (mit Solanaceae, Heiðrunar Myrkrunar, 2010)
- The Black Triangle (Clan Destine Records, 2010)
- You Can Break My Heart (Dais Records, 2012)
- Sing More Songs Together… (mit Chelsea Wolfe, Sargent House, 2013)
- The Heiress / The Demon (2016) mit Drab Majesty
- Julee Cruise & King Dude Sing Each Other's Songs For You (2016) mit Julee Cruise